# Castelnuovo di Val di Cecina
Castelnuovo di Val di Cecina (Castrum Novum de Montanea in Latino) è un comune italiano di 2 053 abitanti della provincia di Pisa in Toscana.

## Geografia fisica e clima
Castelnuovo fa parte della Comunità Montana Alta Val di Cecina. Il comune di Castelnuovo di Val di Cecina non confina con il comune di Volterra per appena 45 metri circa. Esso inoltre è composto da due aree comunali fisicamente separate: le dividono il comune di Pomarance e quello di Radicondoli.
- Classificazione sismica: zona 3 (sismicità bassa), Ordinanza PCM 3274 del 20/03/2003
- Classificazione climatica: zona E, 2144 GR/G
- Diffusività atmosferica: media, Ibimet CNR 2002

| Castelnuovo di Val di Cecina | Gen | Feb | Mar | Apr  | Mag  | Giu  | Lug  | Ago  | Set  | Ott  | Nov  | Dic |
| ---------------------------- | --- | --- | --- | ---- | ---- | ---- | ---- | ---- | ---- | ---- | ---- | --- |
| T. max. media (°C)           | 6,0 | 6,3 | 9,0 | 13,4 | 17,9 | 22,0 | 25,3 | 25,3 | 22,1 | 16,7 | 11,6 | 7,4 |
| T. min. media (°C)           | 2,1 | 2,4 | 4,3 | 8,0  | 11,9 | 15,4 | 18,1 | 18,0 | 15,6 | 11,0 | 6,5  | 3,2 |

## Storia
L'antico centro forse di origine etrusca acquistò importanza nel medioevo quando divenne un borgo fortificato della Repubblica pisana sui confini di quella di Siena.
Con il granduca Ferdinando II fu elevato a marchesato l'8 dicembre 1639 in favore del fiorentino Luca di Girolamo degli Albizi. L’amministrazione della giustizia divenne appannaggio del neoeletto marchese il quale la esercitava attraverso un commissario da lui nominato. Nell’atto di investitura del feudo veniva concessa al marchese la giurisdizione sulle cause civili, criminali e miste con tutte le entrate ad esse relative.
Il feudatario era inoltre investito della giurisdizione del primo appello per la quale doveva tenere presso la Rota fiorentina un auditore del feudo. In materia penale era comunque concessa la possibilità di ricorso al Granduca avverso le sentenze del commissario feudale. Al marchese spettavano, come avveniva in gran parte dei feudi di questa epoca, le entrate derivanti dall'amministrazione della giustizia esercitata dal giusdicente feudale ed alcune delle entrate fiscali. Il principe infatti riservava alle proprie casse le gabelle del sale della cui riscossione ed amministrazione erano incaricati appositi deputati. 
Ai Nove Conservatori spettava poi il controllo e l'amministrazione dei proventi ed emolumenti della comunità sui quali il marchese non poteva esercitare diritti. 
Al marchese erano concesse le entrate fiscali derivanti dalla tassa del macinato e dalla tassa detta del «piè tondo» relativa al bestiame. Oltre alle entrate derivanti dalla amministrazione della giustizia spettavano al marchese i diritti sulle condanne relative al danno dato, di solito spettanti alla comunità.
Nel 1768 il senatore Casimiro Albizi prestò giuramento di fedeltà a Pietro Leopoldo. 
Dopo la rinuncia al feudo nel 1781 da parte di Lorenzo Casimiro degli Albizi rimasto senza discendenti, fu stabilito, con motu proprio del 6 dicembre 1781, l'aggregazione di Castelnuovo nella Podesteria minore di Montecastelli, istituita con la riforma giudiziaria leopoldina del 30 settembre 1772. Castelnuovo fu designato sede di detta podesteria nella quale era inserito anche il comunello di Silano. Per le cause criminali la giurisdizione spettava al capitanato di Volterra.

### Simboli
Lo stemma del Comune di Castelnuovo di Val di Cecina è stato riconosciuto con D.P.C.M. del 20 aprile 1954.
Il gonfalone, concesso con D.P.R. del 22 dicembre 1954, è un drappo di azzurro.

## Monumenti e luoghi d'interesse

### Architetture religiose
- Cappella di Sant'Ottaviano
- Chiesa del Santissimo Salvatore
- Oratorio della Madonna del Piano
- Oratorio di San Rocco
- Cappella di Lagoni di Sasso
- Pieve di San Bartolomeo a Leccia
- Santuario della Madonna del Libro
- Oratorio della Purificazione
- Pieve dei Santi Jacopo e Filippo
- Chiesa di San Bartolomeo

### Architetture civili
- Quartiere ENEL di Sasso Pisano

### Architetture militari
- Castello dei Marescotti, famiglia senese feudataria di Montalbano (Radicondoli) che la leggenda ricollega al mitico Mario Scoto e che ebbe tra i suoi membri più illustri santa Giacinta Marescotti.

## Società

### Evoluzione demografica
Abitanti censiti

## Geografia antropica
Il territorio comunale di Castelnuovo di Val di Cecina comprende al suo interno due frazioni:
- Montecastelli Pisano
- Sasso Pisano

Tra le altre località del territorio si segnalano i centri abitati di La Leccia, Bagno al Morbo e Cerbaiola.

## Amministrazione
Di seguito è presentata una tabella relativa alle amministrazioni che si sono succedute in questo comune.
| Periodo        | Periodo        | Primo cittadino     | Partito                    | Carica  | Note  |
| -------------- | -------------- | ------------------- | -------------------------- | ------- | ----- |
| 6 ottobre 1988 | 21 maggio 1990 | Carlo Groppi        | Partito Comunista Italiano | Sindaco | [ 9 ] |
| 21 maggio 1990 | 18 maggio 1993 | Carlo Groppi        | Partito Comunista Italiano | Sindaco | [ 9 ] |
| 27 maggio 1993 | 24 aprile 1995 | Massimiliano Ciompi | -                          | Sindaco | [ 9 ] |
| 8 maggio 1995  | 14 giugno 1999 | Muzio Bernardini    | centro-sinistra            | Sindaco | [ 9 ] |
| 14 giugno 1999 | 14 giugno 2004 | Muzio Bernardini    | centro-sinistra            | Sindaco | [ 9 ] |
| 14 giugno 2004 | 8 giugno 2009  | Elisa Battaglini    | lista civica               | Sindaco | [ 9 ] |
| 8 giugno 2009  | 26 maggio 2014 | Alberto Ferrini     | lista civica               | Sindaco | [ 9 ] |
| 26 maggio 2014 | 27 maggio 2019 | Alberto Ferrini     | lista civica Per il comune | Sindaco | [ 9 ] |
| 27 maggio 2019 | in carica      | Alberto Ferrini     | lista civica Per il comune | Sindaco | [ 9 ] |

### Gemellaggi
Castelnuovo di Val di Cecina è gemellata con:
- Les Vans